# Xymena Zaniewska-Chwedczuk

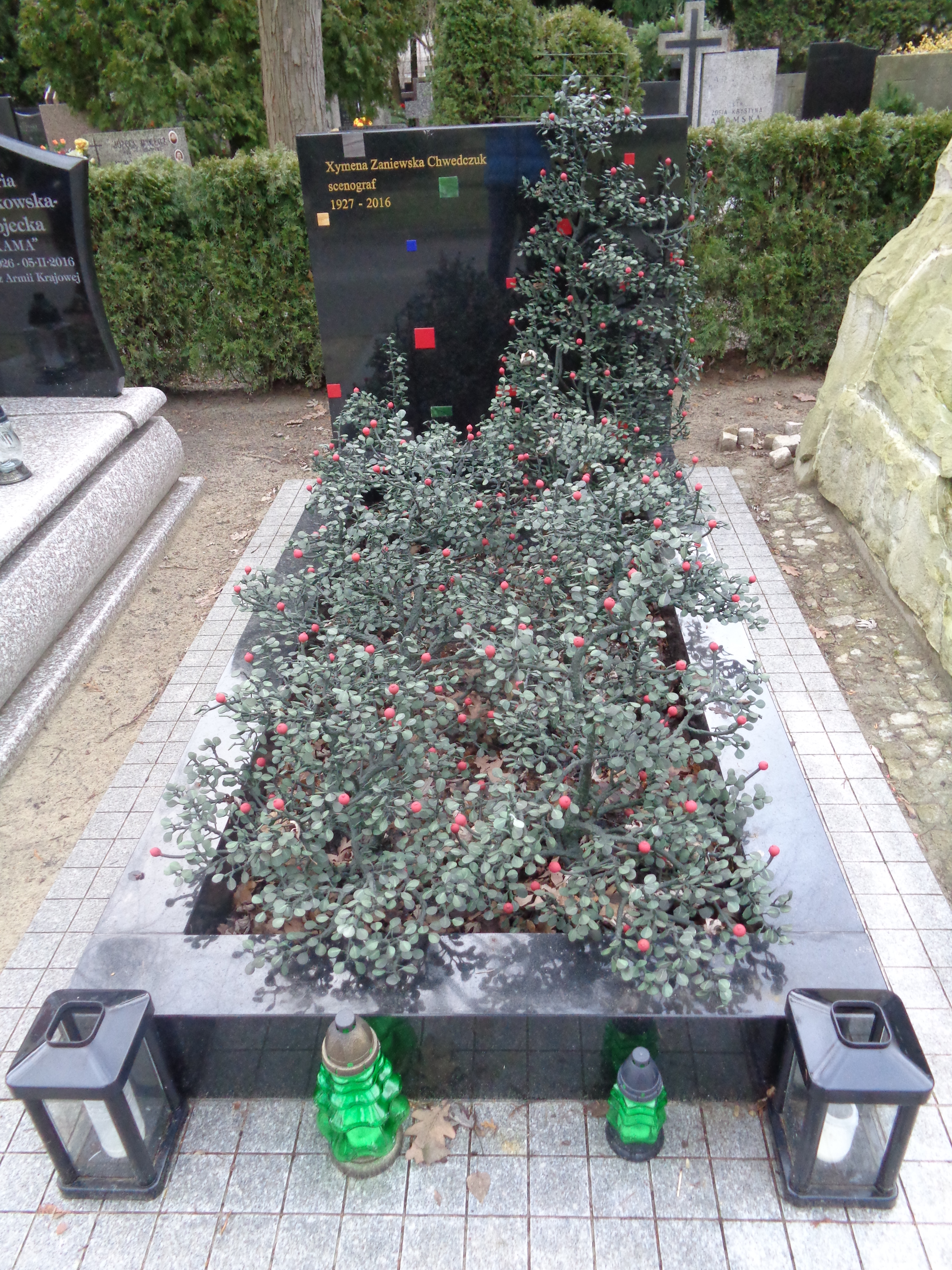
Mormântul lui Xymena Zaniewska - Chwedczuk în Varșovia.

Xymena Zaniewska-Chwedczuk ([ksɨˈmɛna zaˈɲɛfska ˈxfɛttʂuk]; n. 4 iunie 1927, Poznań, Polonia – d. 12 februarie 2016, Varșovia, Polonia) a fost o scenografă, arhitectă, designer de modă, designer de interior de origine poloneză.

## Activitate
Între1958-1981 a fost designer de decoruri pentru mai multe spectacole de teatru pentru Televiziunea Poloneză de Teatru din cadrul Televiziunii Poloneze (incluzând Macbeth, School of Wives, Visit of an elderly Lady) și de programe de televiziune. Ea a fost autoarea decorurilor de spectacol pentru 5 spectacole de balet filmate și a creat scenografia pentru 35 de piese de teatru clasice și 15 spectacole de operă. Ea, de asemenea, a amenajat 20 de expoziții la Târgul Internațional de la Poznań precum și 20 de expozitii în străinătate.
Din 1981, a realizat spectacole de modă în Germania. Xymena Zaniewska a fost una dintre personajele din seria de documentare realizate de Robert Laus sub titlul „Twentieth Century”(„Secolul XX”) (2010), în cadrul căruia profilurile artiștilor polonezi au fost prezentate.

## Biografie
Primul ei soț a fost Ryszard Zaniewski iar cu al doilea - Mariusz Chwedczuk, de asemenea scenograf - a colaborat de mai multe ori. Iwo Zaniewskii este fiul ei.

## Premii
Primul I pentru La Société suisse des ingénieurs et des architectes pentru designul pavilionului - 1972.
„O Stea a Televiziunii Naționale Poloneze” - un premiu pentru „scenografie și personalitate” - 2002.

## Lucrări selectate
Cele mai notabile scenografii includ:
- Comedie Neagră de Peter Shaffer (Warszawski Teatr Dramatyczny; 1969)
- Śpiewnik domowy de Stanisław Moniuszko (Songbook for Home Use) (Teatrul Narodowy; 1982)
- La traviata de Giuseppe Verdi (Teatrul Wielki, Poznań; 1983)

## Distincții
Ordinul Renașterii Poloniei (în poloneză: Krzyż Komandorski) - 07/11/2005
Ordinul Renașterii Poloniei cu Stea (poloneză: Krzyż Komandorski z gwiazdą) - 11/11/1996